# Prowincja Makira-Ulawa
Prowincja Makira-Ulawa – jedna z 9 prowincji na Wyspach Salomona. Znajduje się na wyspie Makira oraz na mniejszych wysepkach: San Cristobal, Ulawa, Uki Ni Masi, Santa Ana, Santa Catalina i innych.

## Demografia
Liczba ludności w poszczególnych latach:
| 1970   | 1976   | 1986   | 1999   | 2009   | 2019   |
| ------ | ------ | ------ | ------ | ------ | ------ |
| 12 390 | 14 891 | 21 796 | 31 009 | 40 419 | 52 006 |